# Josephine Rensch
Josephine Rensch (* 18. Oktober 1881 in Follebu; † 26. Dezember 1973 in Lillehammer) war Norwegerin und Lebensgefährtin von Albert Langen.

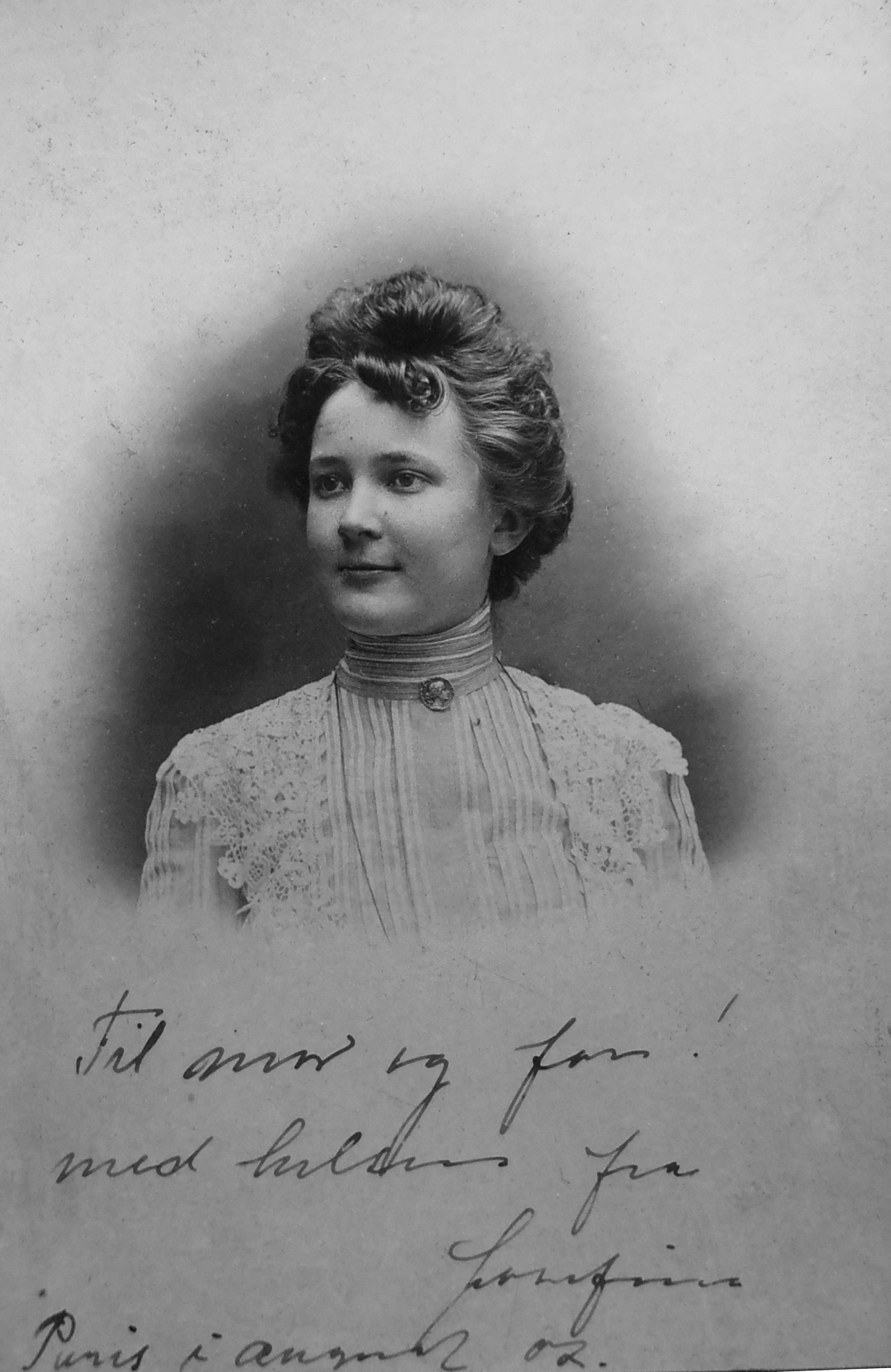
Josephine Rensch in Paris, August 1902

## Bedeutung und Fehldeutung
Von Josephine Rensch existierten bis September 2014 (der Veröffentlichung der neu aufgefundene[n] Lebenszeugnisse) nur wenige fotografische Abbildungen in der Literatur. Josephine Rensch wurde zwar gelegentlich erwähnt (z. B. bei Helga Abret und in der Edition der Tagebücher Grete Gulbranssons durch Ulrike Lang); aber – und offenbar unwissentlich – nur zweimal in einem Ausstellungskatalog abgebildet. In diesen beiden Fotografien wird Josephine einmal (Abbildung 14) als „seine [Albert Langens] Frau Dagny, geborene Björnsson [sic!]“ und einmal (Abbildung 15) als „seine [Albert Langens] Frau“ bezeichnet. 
„Die Bedeutung Albert Langens als Verleger ist in der Literatur gründlich abgehandelt. Wer sich jedoch für den Menschen Albert Langen interessiert, trifft früher oder später auf  Josephine Rensch [seine Lebensgefährtin bis zum Tod], zu der sich die Literatur kaum (und wenn, dann falsch) äußert.“

## Elternhaus, Kindheit und Jugend (1881–1900)
Josephine Rensch wurde am 18. Oktober 1881 in Follebu, Kommune Gausdal/Norwegen geboren. In der Reihe von fünf Kindern (Hilda, Karl, Josephine, Anna und Kristian) war sie nach Hilda und Karl die Drittgeborene. Die Eltern Johan (1832–1912) und Johanna (1844–1930) bewirtschafteten einen kleinen Hof in Follebu. Um 1898/99 war Josephine auf Aulestad dem Anwesen des norwegischen Dichters, Literaturnobelpreisträgers und Politikers Bjørnstjerne Bjørnson im Haushalt beschäftigt. Vermutlich folgte sie darin ihrer älteren Schwester Hilda, die 1898 als 20-Jährige nach Amerika emigriert war. 
Frühestens im Herbst des Jahres 1900 dürfte Josephine von Aulestad nach Paris in den Haushalt der Familie des Münchner Verlegers Albert Langen gewechselt sein. Albert Langen lebte seit Ende 1898 im Pariser Exil in der Rue de la Pompe 187, um sich der Verhaftung wegen Majestätsbeleidigung zu entziehen. Er verantwortete als Redakteur des Simplicissimus auch die sogenannte Palästina-Nummer (Nr. 31, 3. Jahrgang), in der die pompöse Orientreise von Kaiser Wilhelm II. satirisch behandelt worden war.

## Lebensgefährtin Albert Langens (1903–1909)
In dieser Pariser Zeit verliebten sich Albert und Josephine offenbar ineinander. Gleichzeitig löste sich Albert Langen von seiner Ehefrau Dagny Bjørnson-Langen, der jüngsten Tochter Bjørnstjerne Bjørnsons, die er am 10. März 1896 (ein paar Tage vor dem Erscheinen der ersten Nummer des Simplicissimus) geheiratet und mit der er zwei gemeinsame Söhne hatte. Im Frühjahr 1903 kehrte Albert Langen (nach erwirkter Begnadigung) nach München zurück. Josephine folgte ihm nach. Auf den 11. Juni 1903 lautet die Gravur in einem Fingerring, den Albert Josephine schenkte. Josephine reiste nun viel: Amerika, Berlin, Dresden, Bournemouth/England, Norwegen. 1904 unternahm sie auf der „König Albert“ eine längere Reise nach New York (28. August – 22. Dezember). Hierhin folgte ihr vermutlich Albert nach. Im Dezember 1904 bekannte sie sich in einem Brief ihrer Familie gegenüber zu Albert Langen. Im Frühjahr 1906 erwarb Albert Langen zwei Häuser in der Münchner Mandlstraße (Nrn. 3a und 3, heute Nr. 8) und ließ sie für Josephine und sich herrichten. Am 1. August 1906 ist Mandlstraße 3a die offizielle Adresse des Paares. Albert und Josephine führten ein offenes Haus und unternahmen viele gemeinsame Reisen. Intensive Freundschaft bestand insbesondere zu Olaf Gulbransson und dessen zweiter Frau Grete Gulbransson (geb. Jehly).
Ausgehend von einer Mittelohrentzündung, die sich Albert Langen bei der Verfolgungsfahrt des Luftschiffs Zeppelin I am 1. April 1909 im offenen Automobil zuzog, erkrankte er tödlich und starb am frühen Morgen des 30. April 1909 in Dr. Heldrichs Carolinum, Mandlstraße 2. Am 4. Mai wurde Albert Langen auf dem Melatenfriedhof in Köln (das Grab existiert heute nicht mehr) beigesetzt. Vermutlich war Josephine unter den Trauergästen, jedoch nicht seine Ehefrau Dagny. Im zweiten Testament (ein erstes setzte er am 2. Oktober 1906 auf), das Albert Langen zwei Tage vor seinem Tod seinem Notar in die Maschine diktierte, machte er Josephine in weiten Teilen seines Nachlasses zur Vermächtnisnehmerin (Erben waren seine beiden Söhne).

## Nach dem Tod Albert Langens (1909–1973)
Eine Zeit lang blieb Josephine nach Alberts Tod weiterhin in der Mandlstraße 3a. Dagny erkannte das Testament nicht an und stellte güterrechtliche Ansprüche. Im Januar 1910 wurde Dagny eine Abfindung zugebilligt. Das Haus in der Mandlstraße wurde am 23. März 1910 an den Fabrikanten Theodor Heuß verkauft. Im August 1912 ging Josephine für immer nach Norwegen zurück. 1913 reiste sie auf dem Dampfer „Großer Kurfürst“ nach Amerika und besuchte ihre ältere Schwester Hilda, die in Minneapolis lebte. Hilda und deren drei Kinder (Stuart, Olive und Harriet) begleiteten Josephine heim nach Norwegen. Harriet blieb bei ihrer Tante Josephine in Norwegen zurück. 1922 erwarb Josephine den Flecken „Elvebakken“ in Follebu und errichtete sich darauf ein kleines Haus (das im September 2024 abgerissen wurde und worin bis wenige Monate zuvor Josephines nachgelassenen Lebenszeugnisse lagerten). Josephine blieb über Jahre beratend dem Langen-Verlag verbunden. In den Morgenstunden des 26. Dezember 1973 starb Josephine Rensch in Lillehammer. Ihr Grab, das sie sich mit ihrer jüngeren Schwester Anna (1884–1963) teilt, existiert noch heute auf dem kleinen Friedhof an der Follebu kirke.